# Clematis
- Commons
- Wikispecies

Clematis L. é um género botânico da família que ultrapassa as 200 espécies silvestres e mais de 400 cultivares, da família das Ranunculaceae, composta na sua maioria parte por plantas trepadoras e lianas resistentes, com flores atractivas. Dá pelos nomes comuns de clematite e barbas-de-velho. Algumas espécies são arbustos e outras são herbáceas perenes.

## Características
Este género botânico é composto na sua grande maioria de vigorosas plantas trepadoras de talos lenhosos, os quais se denominam lianas. Os talos lenhosos são bastante frágeis, só adquirindo resistência ao fim de vários anos. As folhas normalmente dividem-se em folíolos com pecíolo que se retorcem e enroscam derredor das estruturas que lhes sirvam de apoio, por molde a permitir que a planta trepe. Algumas das espécies são arbustivas, ao passo que outras são herbáceas perenes. As espécies dos climas temperados são caducifólias, no entanto, há muitas outras, de climas mais quentes, que já são de folha permanente.
A sua fama deve-se à vistosa floração dalgumas variedades, apesar das pétalas não merecerem grande interesse ornamental. Com efeito, as partes mais vistosas das climatites são as sépalas que assumem a aparência de pétalas coloridas. Quando as flores e as sépalas caem, deixam para trás esponjosos racimos de sementes com cerdas penugentas.

## Distribuição e habitat
Encontram-se distribuídas por todas as regiões temperadas de ambos os hemisférios, bem como em zonas montanhosas e tropicais.

## Etimologia
O nome deste género botânico provém do grego antigo ˈklɛmətɨs (klématis) "planta que trepa" probavelmente alusivo às vincas.
Este nome é atribuído a Dioscórides e deriva do étimo helénico klema ( =“planta volúvel” ou ainda ="madeira flexível").

## Espécies
| - Clematis addisonii - Clematis albicoma - Clematis alpina - Clematis armandii - Clematis baldwinii - Clematis bigelovii - Clematis campaniflora - Clematis campestris - Clematis caracasana - Clematis catesbyana - Clematis cirrhosa - Clematis coactilis - Clematis columbiana - Clematis crispa - Clematis dioica - Clematis drummondii | - Clematis flammula - Clematis florida - Clematis fremontii - Clematis glaucophylla - Clematis hirsutissima - Clematis x jackmanii - C. lasiantha - Clematis ligusticifolia - C. marmoraria - Clematis montana - Clematis morefieldii - Clematis occidentalis - Clematis ochroleuca - Clematis orientalis - Clematis palmeri - Clematis pauciflora | - Clematis pitcheri - Clematis recta - Clematis reticulata - Clematis socialis - Clematis tangutica - Clematis terniflora - C. texensis - Clematis versicolor - C. viorna - Clematis virginiana - Clematis vitalba - Clematis viticaulis - Clematis viticella |

- Lista completa

## Classificação
| Sistema | Classificação                      | Referência               |
| ------- | ---------------------------------- | ------------------------ |
| Linné   | Classe Polyandria, ordem Polygynia | Species plantarum (1753) |

## Galeria de fotos

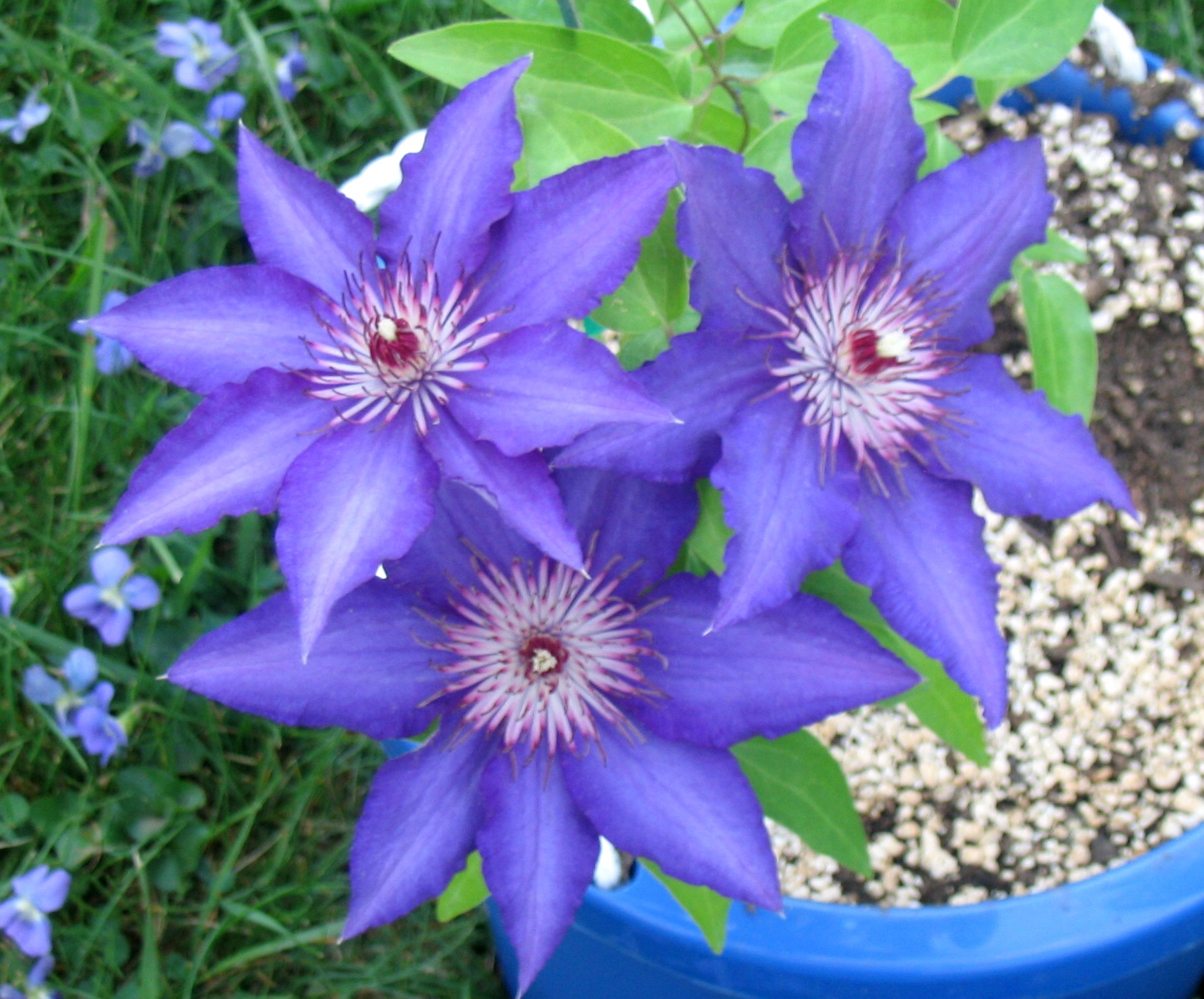
Clematis púrpura
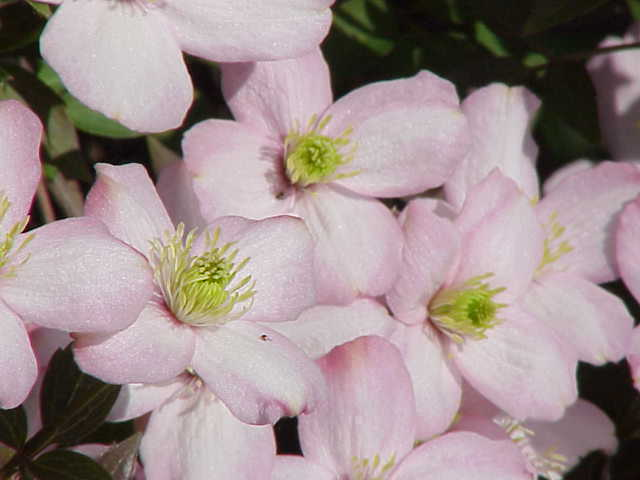
Clematis montana
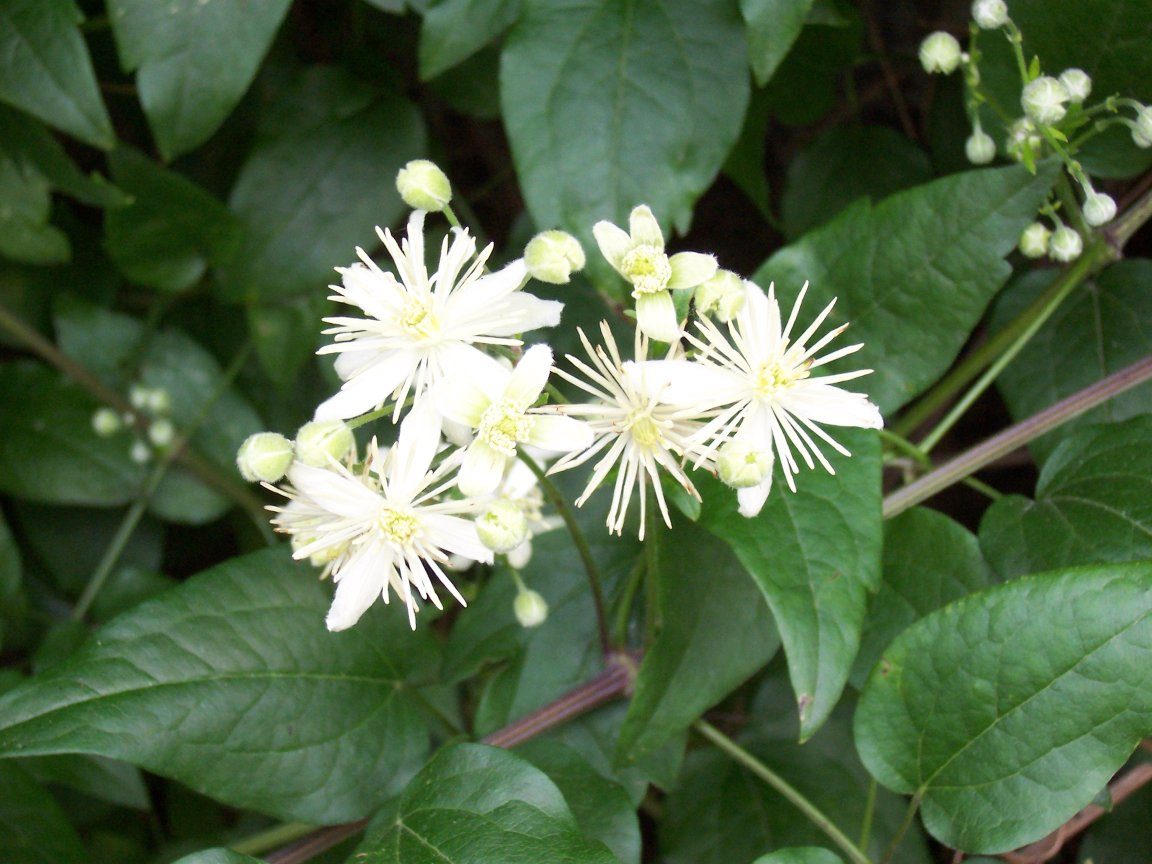
Flores de Clematis vitalba
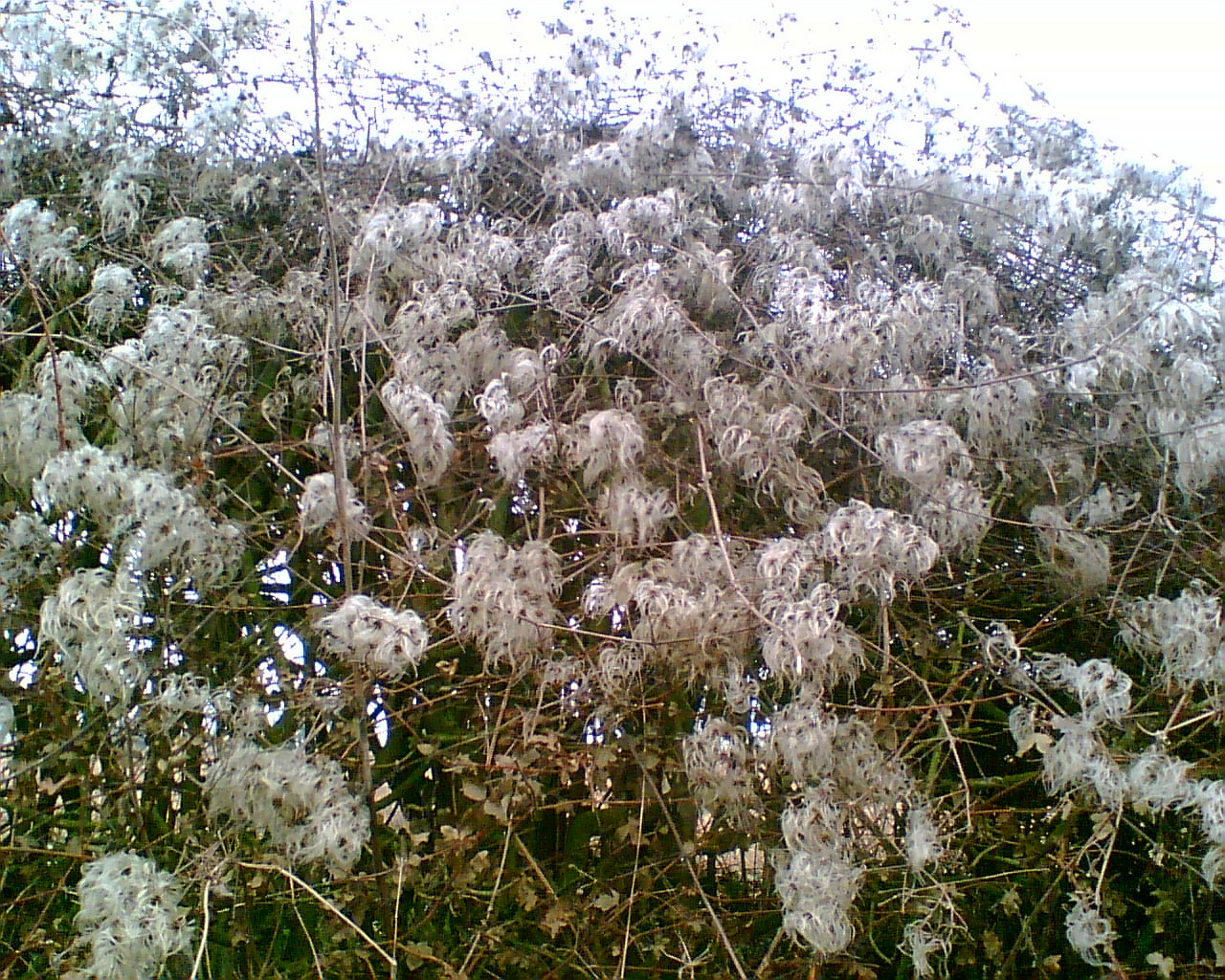
Sementes de Clematis vitalba